# Kulturzentrum Liestal
Das Kulturzentrum Liestal ist ein islamisches Kulturzentrum  in der Schweizer Gemeinde Liestal.

## Geschichte
1973 wurde der Verein von türkischen Muslimen gegründet und etablierte damit einen der ersten islamischen Gebetsräume in der Nordwestschweiz. Die Geschichte des Kulturzentrums Liestal begann in einem kleinen Zimmer der Kunsthalle Palazzo Liestal. Anfangs befand sich der Gebetsraum im ersten Stockwerk des Kulturhauses. Damals wurde das Ramadanfest regelmässig in der Bruder-Klaus-Kirche Liestal gefeiert, wodurch enge Verbindungen mit der christlichen Gemeinschaft entstanden.
1978 zog die Moschee Liestal in ein grösseres Zimmer im zweiten Obergeschoss um, da die Zahl der Betenden stark anstieg. Die kontinuierliche Zunahme an Gläubigen erforderte zusätzlichen Platz, was 1980 zur Anmietung weiterer Räume führte. Trotz diesen Erweiterungen reichten selbst die Zimmer im Jahr 2014 nicht mehr aus. Ein umfangreiches Projekt wurde gestartet, um die steigende Nachfrage zu bewältigen. Nach neun Jahren wurde am 2. September 2023  die Eröffnung des neuen Gebetsraums mit mehr als 500 Personen gefeiert.

## Architektur

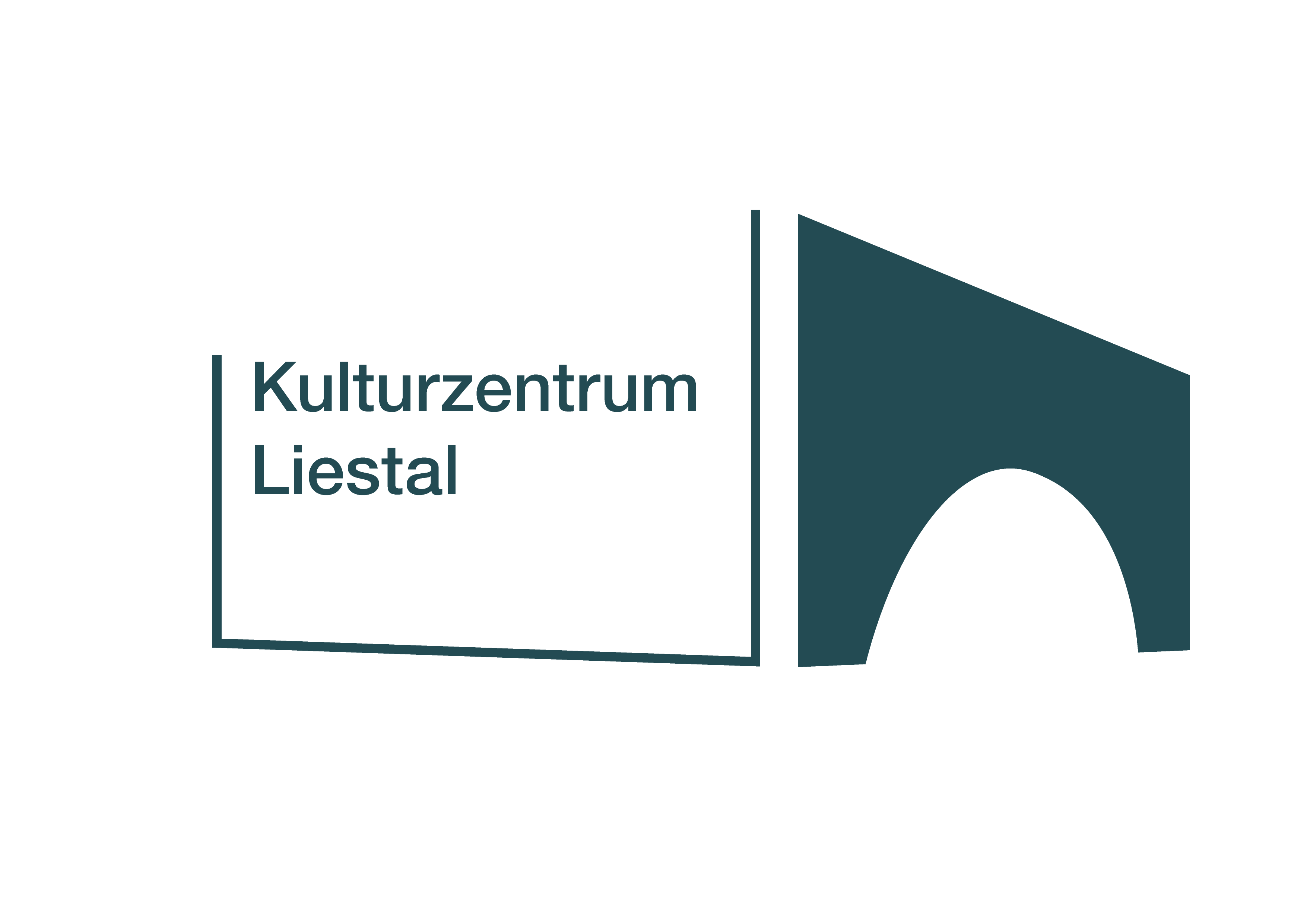
Kulturzentrum Liestal Logo

Die Fassade des mehrstöckigen Gebäudes ist von grauem Holz bestimmt. Auf dem Dach des Zentrums sind zwei Lichtkuppeln und Solarpaneele angebracht.
Im Erdgeschoss befinden sich eine Gastroküche, eine Cafeteria, Waschräume und ein Zugang zur Terrasse. Im ersten Stock bildet der grosse Gebetsraum das Herzstück mit Bibliothek, separatem Raum für Frauen und Raum zum Spielen für Kinder. Im Untergeschoss finden die Jugendtreffen und der Religionsunterricht statt.